# Bruno Mbanangoyé
Bruno Mbanangoyé Zita (Port-Gentil, 15 luglio 1980) è un ex calciatore gabonese, di ruolo centrocampista.

## Carriera

### Club
Dopo essersi trasferito il 2 febbraio 2009 al Sivasspor, nel 2011 torna alla Dinamo Minsk, squadra da cui proveniva.

### Nazionale
Dal 1999 al 2012 ha totalizzato 69 presenze e 11 reti con la nazionale gabonese.